# Kazimierz Strzałka
Kazimierz Jan Strzałka (ur. 8 lutego 1946) – polski profesor nauk biologicznych specjalizujący się w zagadnieniach z zakresu biochemii roślin, procesu fotosyntezy oraz plastydów. 

## Życiorys
Członek korespondent krajowy Polskiej Akademii Nauk od 2010 roku. Członek korespondent (od 2006), członek czynny (od 2022) Polskiej Akademii Umiejętności. Pracownik Zakładu Fizjologii i Biochemii Roślin na Wydziale Biochemii, Biofizyki i Biotechnologii Uniwersytetu Jagiellońskiego. Członek korespondent zagraniczny Chilijskiej Akademii Nauk od 2021.
Stopień profesora nauk biologicznych nadano mu w 1992 roku.
Pochodzi z Lubomi w powiecie wodzisławskim, gdzie ukończył szkołę podstawową, jest synem Brunona Strzałki.

## Odznaczenia i nagrody
Uhonorowany m.in.:
- Nagrodami Rektorów Uniwersytetów: Jagiellońskiego, Łódzkiego i Gdańskiego,
- Nagrodami Ministerstwa Nauki i Szkolnictwa Wyższego oraz Ministerstwa Edukacji Narodowej,
- Złotym Krzyżem Zasługi,
- Krzyżem Kawalerskim Orderu Odrodzenia Polski,
- Medalem im. Leona Marchlewskiego Komitetu Biochemii i Biofizyki PAN,
- Tytułem Honorowego Ambasadora Kongresów Polskich,
- Dyplomem i medalem „Visita Distinguida” przyznanym mu przez Universidad de Concepcion w Chile